# Uspallata-Gletscher
Der Uspallata-Gletscher (spanisch Glaciar Uspallata) ist Gletscher an der Fallières-Küste des Grahamlands im Norden der Antarktischen Halbinsel. Er fließt von einem Bergsattel zwischen dem Walton Peak und der Mount Rhamnus in zunächst westlicher, dann südwestlicher Richtung zur Neny Bay, die er auf der Westseite von Mount Ramnus und Mount Nemesis  erreicht.
Argentinische Wissenschaftler benannten ihn nach der Kleinstadt Uspallata in der Provinz Mendoza. Das UK Antarctic Place-Names Committee übertrug diese Benennung 2006 ins Englische.